# Pintor KY

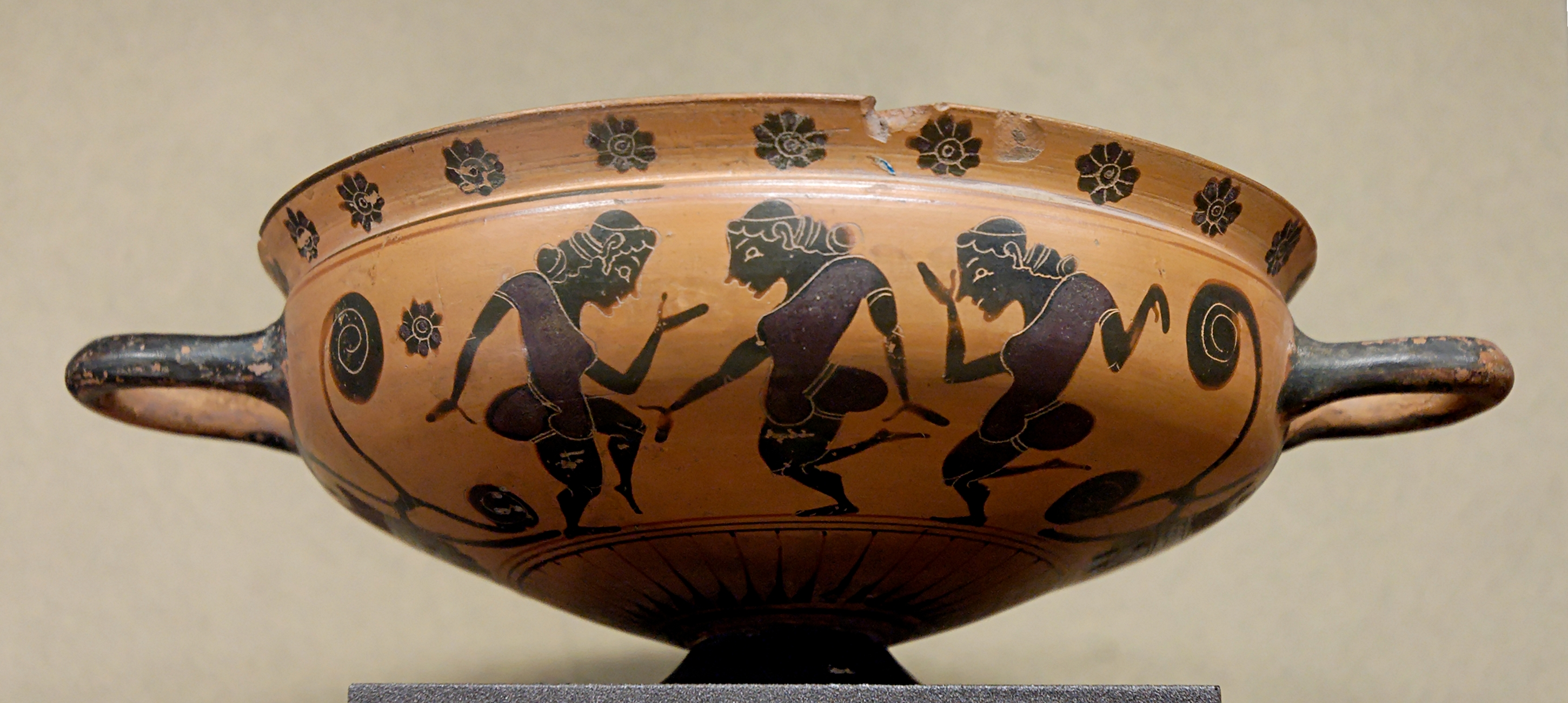
Copa Comasta con escena de komos, 575-565 a. C.

El Pintor KY  fue un pintor ático de figuras negras. Estuvo activo entre 585 y 570 a. C.
Junto con el Pintor KX es el principal representante del Grupo Comasta, el cual sucedió al Pintor de la Gorgona. Su nombre le fue asignado por John Beazley: la primera letra del nombre se refiere al Grupo Comasta y la segunda indica que trabajó un poco después que el Pintor KX. El pintor KY fue el más prolífico del grupo. Solía pintar grupos de dos o tres bailarines sobre kílices. Se le considera el representante de menos talento y cronológicamente algo posterior del grupo. Los comastas  (juerguistas, de un tipo especial adoptado de Corinto) son uno de sus motivos favoritos. Pintó principalmente escifos, lécanes, cotones y las llamadas “copas Comasta”. Fue el primer artista en pintar una crátera de columnas, que se convertiría en un recipiente popular para mezclar el vino.